# Karel van den Bosch
Karel van den Bosch, ook Carolus genoemd (Brussel, 22 maart 1597 - Gent, 5 april 1665), was de negende bisschop van Brugge van 1651 tot 1660 en werd daarna tot aan zijn dood de achtste bisschop van Gent.

## Levensloop
Karel Van den Bosch behoorde tot een invloedrijke familie. Zijn vader, Pieter  Van den Bosch (1557-1614), was voorzitter van de Raad van Namen en later kanselier van Gelre in Roermond. Zijn moeder Maria Maes was de dochter van Jacques Maes, lid van de Geheime Raad en raadsheer bij de Souvereine Raad van Brabant. Zijn oom en dooppeter Carolus Maes (1559-1612) was de derde bisschop van Ieper en later bisschop van Gent.
Karel van den Bosch studeerde bij de jezuïeten in Roermond en vervolgens aan de Artes-faculteit in Leuven (wellicht ook gedeeltelijk in Dowaai). Theologie en kerkelijk recht studeerde hij gedurende vijf jaar aan het Collegium Germanicum in Rome. Nadien keerde hij naar Leuven terug waar hij in 1631 tot licentiaat in beide rechten promoveerde. 
Hij begon al aan de cursus honorum nog voor hij afgestudeerd was. Na priester te zijn gewijd in 1623, werd hij kanunnik van Sainte-Waudru in Bergen in Henegouwen. In 1628 werd hij kanunnik van het Sint-Baafskapittel in Gent en in 1630 deken van het Sint-Donaaskapittel in Brugge. Daarop werd hij vicaris-generaal van het bisdom Brugge, bij de bisschoppen Servaas de Quinckere en Nicolaas de Haudion.

## Bisschop

### Bisschop van Brugge
Op 5 januari 1650 werd Van den Bosch door aartshertog Leopold Willem van Oostenrijk tot bisschop van Brugge benoemd. De bekrachtiging door paus Innocentius IX kwam er pas in april 1651. 
Hij was 54 jaar toen hij in de Sint-Donaaskathedraal door bisschop Antonius Triest werd gewijd op 23 juli 1651.Zijn wapenspreuk luidde: Crucier ne crucier (dat ik mijn kruis opneme om niet gekruisigd te worden). Samen met hem werd ook Andreas Creusen of Cruesen of Crusenius (1591-1666) tot vierde bisschop van Roermond gewijd. Joost van den Vondel was toen in Brugge en schreef een gedicht: Bisschoppelijcke Staetsi Der E. Heeren Karolus en Andreas, gewyt tot Bisschoppen Van Brugge en Roermont.  De gebeurtenis werd ook herdacht in een bibliofiele uitgave bij de Brugse drukker Van de Kerckhove, voor rekening van de jezuïeten in Brugge, onder de titel: Perillustri ac reverendissimo domino D. Carolo vanden Bosch nono Brugensium episcopo perpetuo Flandriae cancellario, &c. Brugis inaugurato, In communi onmium ordinum hilaritate proprio adfectu gratulatur & plaudit Gymnasium Collegii Societatis Iesu Brugis.
Zoals van hem werd verwacht deed Van den Bosch visitaties in parochies en kloosters. Hij steunde vooral voor zijn beleid op de dekens. Hij hechtte ook veel belang aan het catechistisch onderricht in kerken en scholen. Zoals Rome van hem verwachtte, bond hij de strijd aan met het jansenisme.
Van den Bosch werd bisschop in een periode van oorlog tussen de Spaanse Nederlanden en Frankrijk. Onder zijn voorzitterschap kwam de geestelijkheid bijeen om de omvang en de verdeling van haar aandeel in de oorlogsinspanningen vast te stellen. Na de Vrede van de Pyreneeën (1659) liet hij in alle kerken van zijn bisdom een Te Deum zingen.
Van den Bosch was bibliofiel en bezat een uitgebreide bibliotheek. Hij schonk bij testament zijn boekenbezit aan de jezuïeten in Brugge.

### Bisschop van Gent
Zijn voorganger in het bisdom Gent (Antonius Triest) was reeds overleden op 28 mei 1657 en pas op 15 maart 1658 werd van den Bosch door Filips IV aangeduid om bisschop Triest in Gent op te volgen. Pas op 15 maart 1660 werd deze benoeming door paus Alexander VII bevestigd, hij nam op 2 juni 1660 per procuratie bezit van de zetel en werd uiteindelijk op 23 juli 1660 in Gent geïnstalleerd.

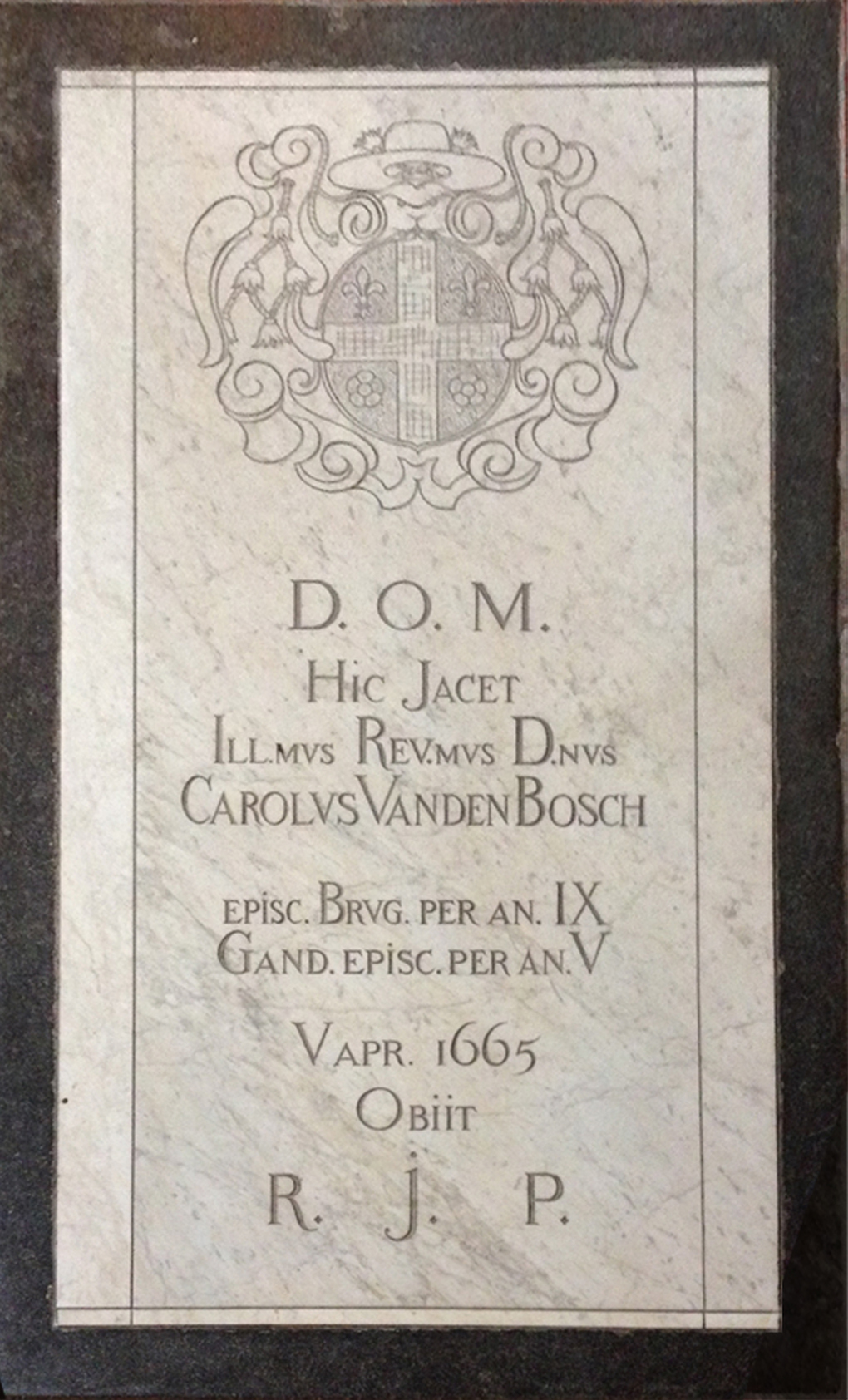
Grafplaat bisschop Carolus Vanden Bosch

Hij was bijna 68 jaar toen hij op 5 april 1665 overleed. Zijn uitvaart werd twee dagen later gecelebreerd door Robert de Haynin, bisschop van Brugge, en zijn stoffelijk overschot werd bijgezet in de crypte van de Sint-Baafskathedraal.
Hij kreeg in de  Sint-Baafskathedraal een monumentaal mausoleum gemaakt door Gery Picq, dat zich rechts in het hoogkoor bevindt. De bisschop zit er geknield voor de verrezen Christus en met zijn patroon en beschermer Carolus Borromeus naast zich.